# BD+40 4210
BD+40 4210 es una estrella supergigante azul en la constelación del Cisne.

## Características
Éste astro, muy enrojecido y de brillo atenuado debido al polvo interestelar situado en el medio interestelar de nuestra galaxia ha sido relativamente poco estudiado hasta recientemente, cuándo se ha podido comprobar que es uno de los miembros más brillantes de la asociación estelar Cygnus OB2, con una magnitud absoluta de -7,66 y una luminosidad total 630.000 veces superior a la del Sol, lo que la sitúa entre las estrellas más luminosas conocidas.
Su ubicación en el Diagrama Hertzsprung-Russell, así como peculiaridades de su espectro, sugieren que puede ser una variable luminosa azul. De hecho, se halla muy cerca en proyección (a apenas 4,8 parsecs) de otra estrella candidata a ser ese tipo de astro, G79.29+0.46, la cual está rodeada de una nebulosa de forma anular bastante conspicua; sin embargo, BD+40 4210 no muestra signo alguno de estar rodeada por nebulosidad alguna.